# Buckhall
Buckhall – jednostka osadnicza w Stanach Zjednoczonych, w stanie Wirginia, w hrabstwie Prince William.